# اوکوز
اوکوز (به لاتین: Ukuz) یک منطقهٔ مسکونی در روسیه است که در شهرستان کوراخسکی واقع شده‌است.